# Vilma (keresztnév)
A Vilma női név a Vilhelma rövidülése.

## Rokon nevek
- Vilhelma: a német Wilhelm (magyarul Vilmos) férfinév női párja.[2]
- Vilhelmina: a Wilhelma továbbképzése.[2]

Elma, Mína, Minka, Minna

## Gyakorisága
A Vilma a 20. század elején elég gyakori név volt, de az 1990-es években már csak igen ritka név, a Vilhelma és a Vilhelmina szórványos nevek voltak, a 2000-es években nem szerepelnek a 100 leggyakoribb női név között.

## Névnapok
Vilma
- január 10.[2]
- május 28.[2]
- június 25.[2]
- szeptember 19.[2]
- október 15.[2]
- december 5.[2]

Vilhelma, Vilhelmina
- május 28.[2]
- szeptember 19.[2]

## Idegen nyelvi változatai
- Wilhelmina (német)

## Híres Vilmák, Vilhelmák, Vilhelminák
- Székyné Fux Vilma geográfus
- Hugonnai Vilma orvos
- Glücklich Vilma a magyar feminista mozgalom egyik vezetője, az első diplomás nő Magyarországon
- Vilma, a Scooby-Doo mese és film szereplője
- Wilma Rudolph atléta
- Vilma, Frédi felesége a Flintstone családban
- Wilhemina Slater a Ki ez a lány? -ból

## Uralkodók és királynék
- Vilma holland királynő (más nyelvekben Vilhelmina)
- Vilma Amália magyar királyné